# Clubul Sportiv Municipal Lugoj 2015-2016
Questa voce raccoglie le informazioni riguardanti il Clubul Sportiv Municipal Lugoj nelle competizioni ufficiali della stagione 2015-2016.

## Organigramma societario
Area direttiva
- Presidente: Călin Dobra

Area organizzativa
- Ion Moldovan

Area tecnica
- Allenatore: Valerijan Luka
- Allenatore in seconda: Uglješa Šegrt

## Rosa
| N° | Nome                 | Ruolo | Data di nascita   | Nazionalità sportiva |
| -- | -------------------- | ----- | ----------------- | -------------------- |
| 1  | Mădălina Şonda       | C     | 15 aprile 1992    | Romania              |
| 2  | Luminița Trombițaș   | P     | 5 luglio 1971     | Romania              |
| 3  | Ivana Milanović      | L     | 22 giugno 1990    | Serbia               |
| 4  | Bianca Albăstroiu    | P     | 17 febbraio 1998  | Romania              |
| 5  | Gabriela Bălae       | S     | 3 aprile 1995     | Romania              |
| 6  | Laura Lungu          | S     | 28 settembre 1985 | Romania              |
| 7  | Ionela Canea         | C     | 17 giugno 1986    | Romania              |
| 9  | Ivana Radonjić       | S/O   | 2 ottobre 1991    | Serbia               |
| 10 | Adriana Rotaru       | S     | 27 marzo 1994     | Romania              |
| 11 | Irina Andreica       | P     | 24 dicembre 1994  | Romania              |
| 12 | Jasmina Petromăneanţ | S     | 28 aprile 1996    | Romania              |
| 16 | Ramona Rus           | S     | 10 settembre 1996 | Romania              |
| 18 | Krista DeGeest       | C     | 10 gennaio 1990   | Stati Uniti          |